# Handball-FDGB-Pokal 1975/76 (Frauen)
Der Handball-FDGB-Pokal der Frauen wurde mit der Saison 1975/76 zum 6. Mal ausgetragen und fand zum letzten Mal ohne Mannschaften aus der Handball-Oberliga statt. Beim Endrunden-Turnier in eigener Halle sicherte sich die Zweitvertretung der BSG Halloren Halle verlustpunktfrei zum dritten Mal nach 1972 und 1974 den Titel. Auf den Plätzen folgten die BSG Einheit/Sirokko Neubrandenburg und Titelverteidiger Umformtechnik Erfurt.

## Teilnehmende Mannschaften
Für den FDGB-Pokal hatten sich folgende 15 Mannschaften qualifiziert, die in der Saison 1975/76 unterhalb der DDR-Oberliga angesiedelt waren.
| Bezirkspokalvertreter Die 15 Bezirksteilnehmer setzten sich aus acht Vereinen der DDR-Liga und sieben Vereinen der Bezirksliga zusammen. | | |
| - Bezirk Rostock BSG FIKO Rostock DDR-Liga - Bezirk Schwerin BSG Lokomotive Wittenberge DDR-Liga - Bezirk Neubrandenburg BSG Einheit/Sirokko Neubrandenburg DDR-Liga - Bezirk Potsdam BSG Lokomotive Rangsdorf DDR-Liga - Ost-Berlin BSG Berliner Verkehrsbetriebe Bezirksliga | - Bezirk Frankfurt (Oder) BSG Erdöl Schwedt Bezirksliga - Bezirk Magdeburg HSG Medizin Magdeburg Bezirksliga - Bezirk Halle BSG Halloren Halle II DDR-Liga - Bezirk Leipzig BSG Einheit Pädagogik Leipzig Bezirksliga - Bezirk Cottbus BSG Fortschritt Cottbus Bezirksliga (TV) – Titelverteidiger | - Bezirk Dresden BSG Aufbau Dresden-Mitte DDR-Liga - Bezirk Karl-Marx-Stadt BSG Wismut Schneeberg DDR-Liga - Bezirk Erfurt BSG Umformtechnik Erfurt (TV) DDR-Liga - Bezirk Gera BSG Chemie Schwarza Bezirksliga - Bezirk Suhl BSG Chemie Sonneberg Bezirksliga |

## Modus
Die Bezirkspokalvertreter ermittelten in einer Vorrunde in fünf Gruppen zu je drei Mannschaften die Teilnehmer für das Endrunden-Turnier. In diesem spielten die fünf Erstplatzierten der Vorrunde im Modus Jeder-gegen-jeden den Pokalsieger aus.

## Vorrunde

### Gruppe I
Die Gruppe I ermittelte ihren Endrundenteilnehmer am Samstag, den 11. September 1976 ab 9.00 Uhr in Neubrandenburger Stadthalle.

Ergebnisse
| Datum     |                                    | Ergebnis |                               |
| --------- | ---------------------------------- | -------- | ----------------------------- |
| Sa 11.09. | BSG Einheit/Sirokko Neubrandenburg | 16:13    | BSG Berliner Verkehrsbetriebe |
| Sa 11.09. | BSG Einheit/Sirokko Neubrandenburg | 8:8      | BSG FIKO Rostock              |
| Sa 11.09. | BSG Berliner Verkehrsbetriebe      | 10:60    | BSG FIKO Rostock              |

Abschlusstabelle
| Pl. | Verein                             | Sp. | S | U | N | Tore    | Diff. | Punkte |
| --- | ---------------------------------- | --- | - | - | - | ------- | ----- | ------ |
| 1.  | BSG Einheit/Sirokko Neubrandenburg | 2   | 1 | 1 | 0 | 024:210 | +3    | 03:10  |
| 2.  | BSG Berliner Verkehrsbetriebe      | 2   | 1 | 0 | 1 | 023:220 | +1    | 02:20  |
| 3.  | BSG FIKO Rostock                   | 2   | 0 | 1 | 1 | 014:180 | −4    | 01:30  |

 Qualifikant für das Endrunden-Turnier

### Gruppe II
Die Gruppe II ermittelte ihren Endrundenteilnehmer am Samstag, den 11. September 1976 ab 12.00 Uhr in der Ernst-Kamieth-Sporthalle von Frankfurt (Oder).

Ergebnisse
| Datum     |                          | Ergebnis |                          |
| --------- | ------------------------ | -------- | ------------------------ |
| Sa 11.09. | BSG Fortschritt Cottbus  | 12:60    | BSG Aufbau Dresden-Mitte |
| Sa 11.09. | BSG Fortschritt Cottbus  | 15:13    | BSG Erdöl Schwedt        |
| Sa 11.09. | BSG Aufbau Dresden-Mitte | 17:11    | BSG Erdöl Schwedt        |

Abschlusstabelle
| Pl. | Verein                   | Sp. | S | U | N | Tore    | Diff. | Punkte |
| --- | ------------------------ | --- | - | - | - | ------- | ----- | ------ |
| 1.  | BSG Fortschritt Cottbus  | 2   | 2 | 0 | 0 | 027:190 | +8    | 04:0   |
| 2.  | BSG Aufbau Dresden-Mitte | 2   | 1 | 0 | 1 | 023:230 | ±0    | 02:20  |
| 3.  | BSG Erdöl Schwedt        | 2   | 0 | 0 | 2 | 024:320 | −8    | 0:40   |

 Qualifikant für das Endrunden-Turnier

### Gruppe III
Die Gruppe III ermittelte ihren Endrundenteilnehmer am Samstag, den 11. September 1976 ab 10.00 Uhr in der Sporthalle "Zuckerfabrik" von Calbe.

Ergebnisse
| Datum     |                          | Ergebnis |                            |
| --------- | ------------------------ | -------- | -------------------------- |
| Sa 11.09. | HSG Medizin Magdeburg    | 10:80    | BSG Lokomotive Rangsdorf   |
| Sa 11.09. | HSG Medizin Magdeburg    | 13:10    | BSG Lokomotive Wittenberge |
| Sa 11.09. | BSG Lokomotive Rangsdorf | 14:10    | BSG Lokomotive Wittenberge |

Abschlusstabelle
| Pl. | Verein                     | Sp. | S | U | N | Tore    | Diff. | Punkte |
| --- | -------------------------- | --- | - | - | - | ------- | ----- | ------ |
| 1.  | HSG Medizin Magdeburg      | 2   | 2 | 0 | 0 | 023:180 | +5    | 04:0   |
| 2.  | BSG Lokomotive Rangsdorf   | 2   | 1 | 0 | 1 | 022:200 | +2    | 02:20  |
| 3.  | BSG Lokomotive Wittenberge | 2   | 0 | 0 | 2 | 020:270 | −7    | 0:40   |

 Qualifikant für das Endrunden-Turnier

### Gruppe IV
Die Gruppe IV ermittelte ihren Endrundenteilnehmer am Samstag, den 11. September 1976 ab 11.00 Uhr in Altenburg.

Ergebnisse
| Datum     |                               | Ergebnis |                               |
| --------- | ----------------------------- | -------- | ----------------------------- |
| Sa 11.09. | BSG Umformtechnik Erfurt      | 14:5     | BSG Chemie Schwarza           |
| Sa 11.09. | BSG Umformtechnik Erfurt      | 16:4     | BSG Einheit Pädagogik Leipzig |
| Sa 11.09. | BSG Einheit Pädagogik Leipzig | 13:4     | BSG Chemie Schwarza           |

Abschlusstabelle
| Pl. | Verein                        | Sp. | S | U | N | Tore    | Diff. | Punkte |
| --- | ----------------------------- | --- | - | - | - | ------- | ----- | ------ |
| 1.  | BSG Umformtechnik Erfurt      | 2   | 2 | 0 | 0 | 030:900 | +21   | 04:0   |
| 2.  | BSG Einheit Pädagogik Leipzig | 2   | 1 | 0 | 1 | 017:200 | −3    | 02:20  |
| 3.  | BSG Chemie Schwarza           | 2   | 0 | 0 | 2 | 009:270 | −18   | 0:40   |

 Qualifikant für das Endrunden-Turnier

### Gruppe V
Die Gruppe V ermittelte ihren Endrundenteilnehmer am Samstag, den 11. September 1976 ab 11.00 Uhr in der Stadthalle der Lutherstadt Wittenberg.

Ergebnisse
| Datum                                                                               |                       | Ergebnis |                       |
| ----------------------------------------------------------------------------------- | --------------------- | -------- | --------------------- |
| Sa 11.09.                                                                           | BSG Halloren Halle II | 10:9     | BSG Wismut Schneeberg |
| Sa 11.09.                                                                           | BSG Halloren Halle II | 10:0     | BSG Wismut Schneeberg |
| Die BSG Chemie Sonneberg zog kurzfristig ihre Mannschaft aus dem Wettbewerb zurück. |                       |          |                       |

Abschlusstabelle
| Pl. | Verein                | Sp. | S | U | N | Tore    | Diff. | Punkte |
| --- | --------------------- | --- | - | - | - | ------- | ----- | ------ |
| 1.  | BSG Halloren Halle II | 2   | 2 | 0 | 0 | 020:900 | +11   | 04:0   |
| 2.  | BSG Wismut Schneeberg | 2   | 0 | 0 | 2 | 009:200 | −11   | 0:40   |

 Qualifikant für das Endrunden-Turnier

## Endrunde
Die Endrunde fand vom 25. bis 26. September 1976 in der Fritz-Schwartze-Sporthalle von Halle (Saale) statt.

### Spiele
|                                    | Ergebnis |                                    |
| ---------------------------------- | -------- | ---------------------------------- |
| BSG Halloren Halle II              | 11:40    | BSG Einheit/Sirokko Neubrandenburg |
| BSG Halloren Halle II              | 12:70    | BSG Umformtechnik Erfurt           |
| BSG Halloren Halle II              | 6:3      | HSG Medizin Magdeburg              |
| BSG Halloren Halle II              | 13:40    | BSG Fortschritt Cottbus            |
| BSG Einheit/Sirokko Neubrandenburg | 13:12    | BSG Umformtechnik Erfurt           |
| BSG Einheit/Sirokko Neubrandenburg | 9:9      | HSG Medizin Magdeburg              |
| BSG Einheit/Sirokko Neubrandenburg | 11:80    | BSG Fortschritt Cottbus            |
| BSG Umformtechnik Erfurt           | 11:80    | HSG Medizin Magdeburg              |
| BSG Umformtechnik Erfurt           | 13:50    | BSG Fortschritt Cottbus            |
| HSG Medizin Magdeburg              | 10:70    | BSG Fortschritt Cottbus            |

### Abschlusstabelle
| Pl. | Verein                             | Sp. | S | U | N | Tore    | Diff. | Punkte |
| --- | ---------------------------------- | --- | - | - | - | ------- | ----- | ------ |
| 1.  | BSG Halloren Halle II              | 4   | 4 | 0 | 0 | 042:180 | +24   | 08:0   |
| 2.  | BSG Einheit/Sirokko Neubrandenburg | 4   | 2 | 1 | 1 | 037:400 | −3    | 05:30  |
| 3.  | BSG Umformtechnik Erfurt           | 4   | 2 | 0 | 2 | 043:380 | +5    | 04:40  |
| 4.  | HSG Medizin Magdeburg              | 4   | 1 | 1 | 2 | 030:330 | −3    | 03:50  |
| 5.  | BSG Fortschritt Cottbus            | 4   | 0 | 0 | 4 | 024:470 | −23   | 0:80   |

Platzierungskriterien: 1. Punkte – 2. Tordifferenz – 3. geschossene Tore

 FDGB-Pokalsieger